# Membrane échangeuse d'anions
Une membrane échangeuse d'anions (AEM) est une membrane semiperméable généralement constituée d'ionomères et conçue pour présenter une conductivité ionique fondée sur la mobilité d'anions à travers sa structure en rejetant des gaz tels que l'oxygène ou l'hydrogène. Avec les membranes échangeuses de cations, principalement les membranes échangeuses de protons, elles sont une variété de membranes échangeuses d'ions.

## Applications
Les membranes échangeuses d'anions sont utilisées dans les cellules d'électrolyse et les piles à combustible pour séparer les réactifs présents autour des deux électrodes tout en permettant le transport des anions essentiels au fonctionnement de ces dispositifs. La membrane échangeuse d'anions des piles à combustible alcalines en est une application importante pour séparer les électrodes d'une pile à combustible à méthanol direct (DMFC) ou d'une pile à combustible à éthanol direct (DEFC.
Par exemple, on a pu démontrer en 2021 le fonctionnement efficient, pour une application d'électrolyse alcaline de l'eau (en), de membranes échangeuses d'anions à base de divers dérivés de poly(fluorénylarylpipéridinium) (PFAP) présentant une conductivité ionique élevée ainsi qu'une bonne durabilité dans les conditions basique , les performances obtenues étaient de 7,68 A/cm2, excédant de 20 % celles des membranes échangeuses de protons, avec une durabilité de 1 000 heures, et sans utiliser de terres rares coûteuses.